# マルシン・ブドコウスキー
マルシン・ブドコウスキー（Marcin Budkowski、1977年4月23日 - ）は、ポーランド・ワルシャワ出身の自動車技術者、モータースポーツディレクター。

## 人物
1997年4月23日、ポーランド・ワルシャワの生まれ。
1999年にパリのエコール・ポリテクニークを卒業し、1999年から2001年まで ISAE SUPAEROとインペリアル・カレッジ・ロンドンで航空学と空気力学を専攻した。

### モータースポーツ時代
2001年、プロストGPのエアロダイナミシストとしてモータースポーツのキャリアをスタート。
その後、2002年から2007年までフェラーリで働き、チームが複数のチャンピオンシップを獲得した時期をマラネッロで過ごした。
2007年にマクラーレンに入社し、2012年に空力部門責任者。
2014年まで7年間在籍し、2008年にはタイトル獲得。
ファクトリーでの設計とトラックサイドでのR&Dとの両方で働いた。
2014年、FIAのフォーミュラ1テクニカルおよびスポーツコーディネーターになり、2017年にはフォーミュラ1テクニカル部門の責任者になった。
その後、ルノーF1チームにエグゼクティブテクニカルディレクターとして参加し、チームの日常の運用と運営を監督し、上級管理職や取締役と緊密に協力してチームが目標を達成できるようにし、人事および財務と協力して予算と採用を管理した。 
チームがアルピーヌに移行すると、2021年1月、ディレクターに就任し、2022年1月、辞任した。

### F1界離脱後
2023年、北欧のメディア企業ビアプレイ・グループ（Viaplay Group）に入社。同社の動画配信サービス・ビアプレイ（Viaplay）の技術アナリストとして、母国ポーランドのF1放送を担当。